# 劉𦶜
劉𦶜，字汝馨，四川富順人，南明大臣。
永曆三年御試賜進士，授庶吉士，歷官翰林院簡討、編修、監軍御史、都察院左僉都御史。國亡為道士，未幾抑抑而卒。